# Sajólád, Borsod-Abaúj-Zemplén
Sajólád este un sat în districtul Miskolc, județul Borsod-Abaúj-Zemplén, Ungaria, având o populație de 3.005 locuitori (2011). 

## Demografie
Componența etnică a satului Sajólád
     Maghiari (88,68%)
     Romi (9,91%)
     Necunoscut (0,58%)
     Alții (0,83%)
Componența confesională a satului Sajólád
     Romano-catolici (47,25%)
     Reformați (11,08%)
     Fără religie (6,16%)
     Greco-catolici (3,69%)
     Necunoscută (31,51%)
     Atei (0,3%)
     Alte religii (2,1%)
Conform recensământului din 2011, satul Sajólád avea 3.005 locuitori. Din punct de vedere etnic, majoritatea locuitorilor (88,68%) erau maghiari, cu o minoritate de romi (9,91%). Apartenența etnică nu este cunoscută în cazul a 0,58% din locuitori. Nu există o religie majoritară, locuitorii fiind romano-catolici (47,25%), reformați (11,08%), persoane fără religie (6,16%) și greco-catolici (3,69%). Pentru 31,51% din locuitori nu este cunoscută apartenența confesională.